# Samuel Pickering
Samuel F. Pickering, Jr. (Nashville, 30 settembre 1941) è un anglista statunitense.

## Biografia
Insegna letteratura alla Università del Connecticut. I suoi metodi non convenzionali di insegnamento hanno ispirato parzialmente il personaggio di Mr. Keating del film L'attimo fuggente, interpretato da Robin Williams.